# グリセロール-3-リン酸デヒドロゲナーゼ (NAD+)
グリセロール-3-リン酸デヒドロゲナーゼ (NAD+)（glycerol-3-phosphate dehydrogenase (NAD+)）は、以下の化学反応を触媒する酵素である。
sn-グリセロール3-リン酸 + NAD+ {\displaystyle \rightleftharpoons } ジヒドロキシアセトンリン酸 + NADH + H+
この通り、この酵素の基質はsn-グリセロール3-リン酸とNAD+で、生成物は、ジヒドロキシアセトンリン酸とNADHとH+である。